# Joseph Bunn
Joseph Bunn (Nueva York, EE. UU., 18 de mayo de 1975) es un exjugador de baloncesto estadounidense. Con 1,98 metros de altura, actuando habitualmente en la posición de ala pívot. Jugó en distintos países alrededor del mundo, pero se destacó especialmente en la Argentina, donde fue reconocido como el Mejor Extranjero de la Liga Nacional de Básquet en la temporada 2000-01 y superó los 5000 puntos, terminando en cinco ocasiones diferentes como el máximo anotador del certamen.

## Trayectoria

### Clubes
| Club                        | País                 | Año         |
| --------------------------- | -------------------- | ----------- |
| Lucentum Alicante           | España               | 1998 - 1999 |
| Lleida                      | España               | 1999 - 2000 |
| Peñarol                     | Argentina            | 2000 - 2001 |
| Gaiteros del Zulia          | Venezuela            | 2001        |
| Metropolitanos              | República Dominicana | 2001        |
| Atenas                      | Argentina            | 2001 - 2002 |
| Barako Bull Energy          | Filipinas            | 2002        |
| Toros de Aragua             | Venezuela            | 2002        |
| Lobos Cantabria             | España               | 2002 - 2003 |
| Metropolitanos              | República Dominicana | 2003        |
| Capitanes de Arecibo        | Puerto Rico          | 2003        |
| Toritos de Cayey            | Puerto Rico          | 2003        |
| Peñarol                     | Argentina            | 2003 - 2004 |
| Anyang KGC                  | Corea del Sur        | 2004 - 2005 |
| Gallitos de Isabela         | Puerto Rico          | 2005        |
| Guaiqueríes de Margarita    | Venezuela            | 2005        |
| Peñarol                     | Argentina            | 2005 - 2006 |
| Atléticos de San Germán     | Puerto Rico          | 2006        |
| Viola Reggio Calabria       | Italia               | 2006 - 2007 |
| Maratonistas de Coamo       | Puerto Rico          | 2007        |
| BCM Gravelines              | Francia              | 2007 - 2008 |
| Aget Imola                  | Italia               | 2008 - 2009 |
| San Martín de Marcos Juárez | Argentina            | 2009 - 2010 |
| Toros de Aragua             | Venezuela            | 2010        |
| Argentino de Junín          | Argentina            | 2010 - 2011 |
| Fuerza Guinda de Nogales    | México               | 2011        |
| Estudiantes Concordia       | Argentina            | 2011 - 2012 |